# سرگئی مارتینسن
سرگئی الکساندروویچ مارتینسن (روسی: Серге́й Александрович Мартинсон؛ ۷ فوریه [سبک قدیمی: ۲۵ ژانویه] ۱۸۹۹ – ۲ سپتامبر ۱۹۸۴) بازیگر اهل اتحاد جماهیر شوروی بود که در سال ۱۹۶۴ به‌عنوان هنرمند مردمی جمهوری شوروی فدراتیو سوسیالیستی روسیه انتخاب شد.

## گزیدهٔ آثار
- سگ باسکرویل (۱۹۸۱)
- سی و سه (۱۹۶۵)
- ابله (۱۹۵۸)
- ملکه برفی (۱۹۵۷)
- جزیره گنج (۱۹۳۸)
- شنل (۱۹۲۶)